# هاسلبلاد
محصولات شرکت هاسلبلاد (نام به انگلیسی HASSELBLAD) مخصوص عکاسان هنرمند و حرفه ای‌های این رشته‌است. این شرکت سوئدی توسط ویکتور هاسلبلاد و با توجه به علاقه زیاد وی به هنر عکاسی در سال ۱۹۴۱ تأسیس گردید. شهرت هاسلبلاد پس از اینکه توسط ناسا در کره ماه برای عکاسی در فضا و به‌خصوص عکسهای با کیفیت بالا و زیبایی که از آنجا از کره زمین توسط دوربین قطع متوسط اش (۶*۶) گرفته شد فراگیر شد. کیفیت بالای عکسهای دوربین‌های قطع متوسط هاسلبلاد بخاطر لنزهای بی نظیراش می‌باشد که توسط کارل زایس (سازنده محصولات با کیفیت بسیار بالای اپتیکی) برای دوربین‌های سری v هاسلبلاد ساخته شده‌است.
اکثر عکاسان بزرگ و مشهور جهان مانند انسل آدامز از سری v هاسلبلاد استفاده کرده‌اند. و عکاسانی چون مایکل کنا که با فیلم منفی و چارلی ویت با فیلم و پشتی دیجیتال همچنان از سری v هاسلبلاد استفاده می‌کنند.

## محصولات

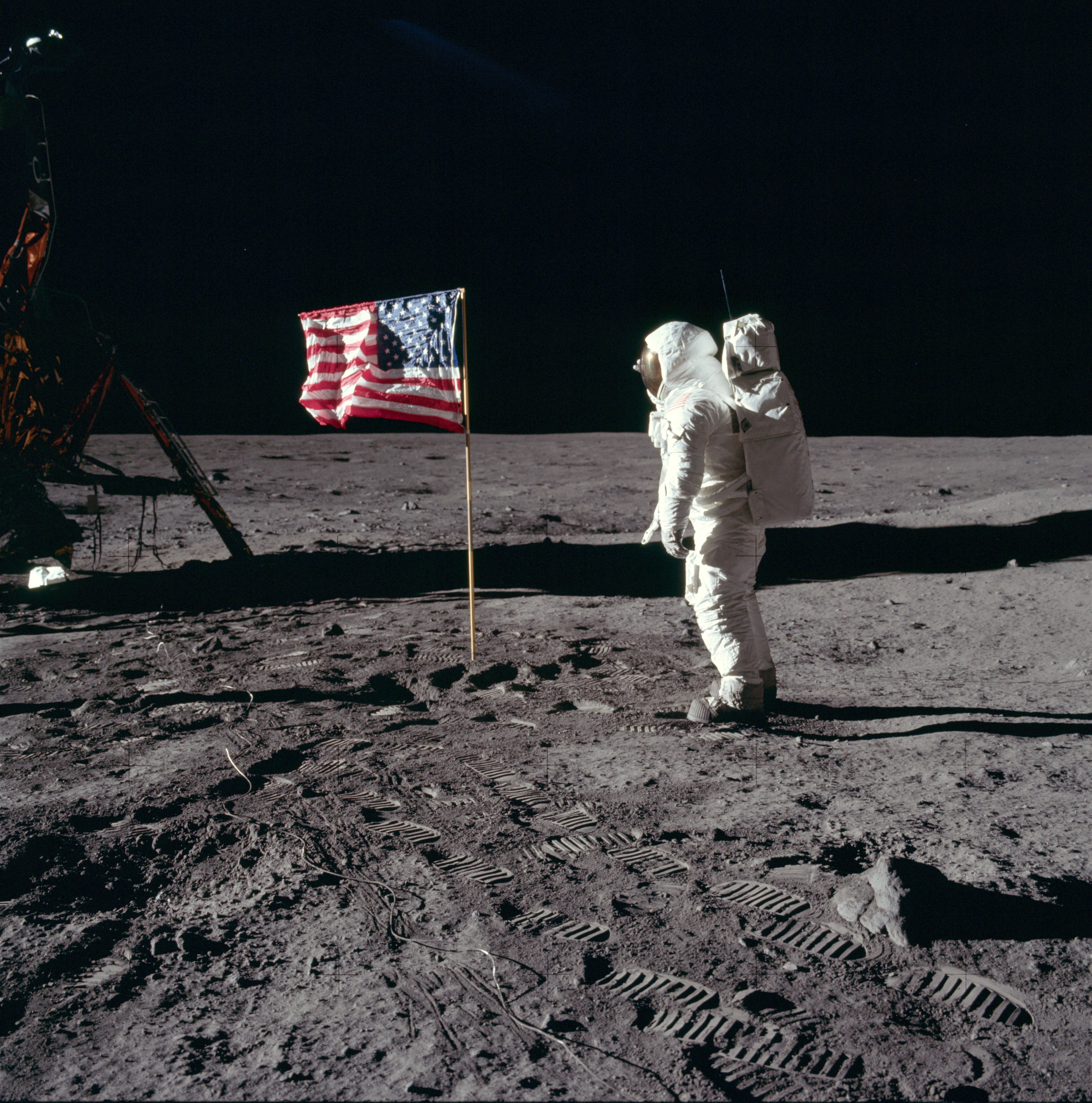
باز آلدرین بر سطح کره ماه به پرچم برافراشته‌شدهٔ ایالات متحده آمریکا ادای احترام می‌کند. این نگاره توسط نیل آرمسترانگ با استفاده از دوربین ۷۰ میلیمتری هاسلبلاد در مأموریت آپولو ۱۱ گرفته شده‌است.

جدیدترین دوربین هاسلبلاد دوربین بدون آینه قطع متوسطX1D II 50C است. سنسور دیجیتال این دوربین از نوع CMOS پنجاه مگا پیکسل است.
- X1D II 50C
- (H6D-50c (2016
- (H6D-100c (2016
- (HK7 ((1941-1945
- (SKa4 (1941–1945
- 1600 Fسری (۱۹۴۸–۱۹۵۳)
- 1000 Fسری (۱۹۵۳–۱۹۵۷)
- سری 500 v-سیستم (۲۰۱۴–۱۹۵۷)
- سری ۲۰۰ و 2000 v-سیستم (۱۹۷۷–۲۰۰۴)
- سری زاویه بسیار باز (Superwide) وی-سیستم (۱۹۵۴–۲۰۰۶)
- سریFlexbody وی- سیستم (۱۹۹۵–۲۰۰۳)
- سری XPan با همکاری شرکت فوجی فیلم (۱۹۹۸–۲۰۰۶)
- سری اچ سیستم از ۲۰۰۲ تا کنون

### سری ۵۰۰ از v-سیستم‌ها شامل
- 500C - 500C/M - 500EL - 500ELM - 500ELX -500ELD - 500 - 503CX - 503CXi - 501C - 503CW - 501CM

### سری ۲۰۰۰ از v-سیستم‌ها شامل
- 2000FC - 2000FCM - 2003FCW

### سری ۲۰۰ از v-سیستم‌ها شامل
- 201F - 202FA - 203FE - 205TCC - 205FCC

### سری زاویه بسیار باز (Superwide) از v-سیستم‌ها شامل
- SWC/M - 903SWC - 905SWC